# Lost Springs (Wyoming)
Lost Springs – miasto w Stanach Zjednoczonych, w stanie Wyoming, w hrabstwie Converse.